# Chorsia
Chorsia là một chi bướm đêm thuộc họ Erebidae.